# Diplichnites

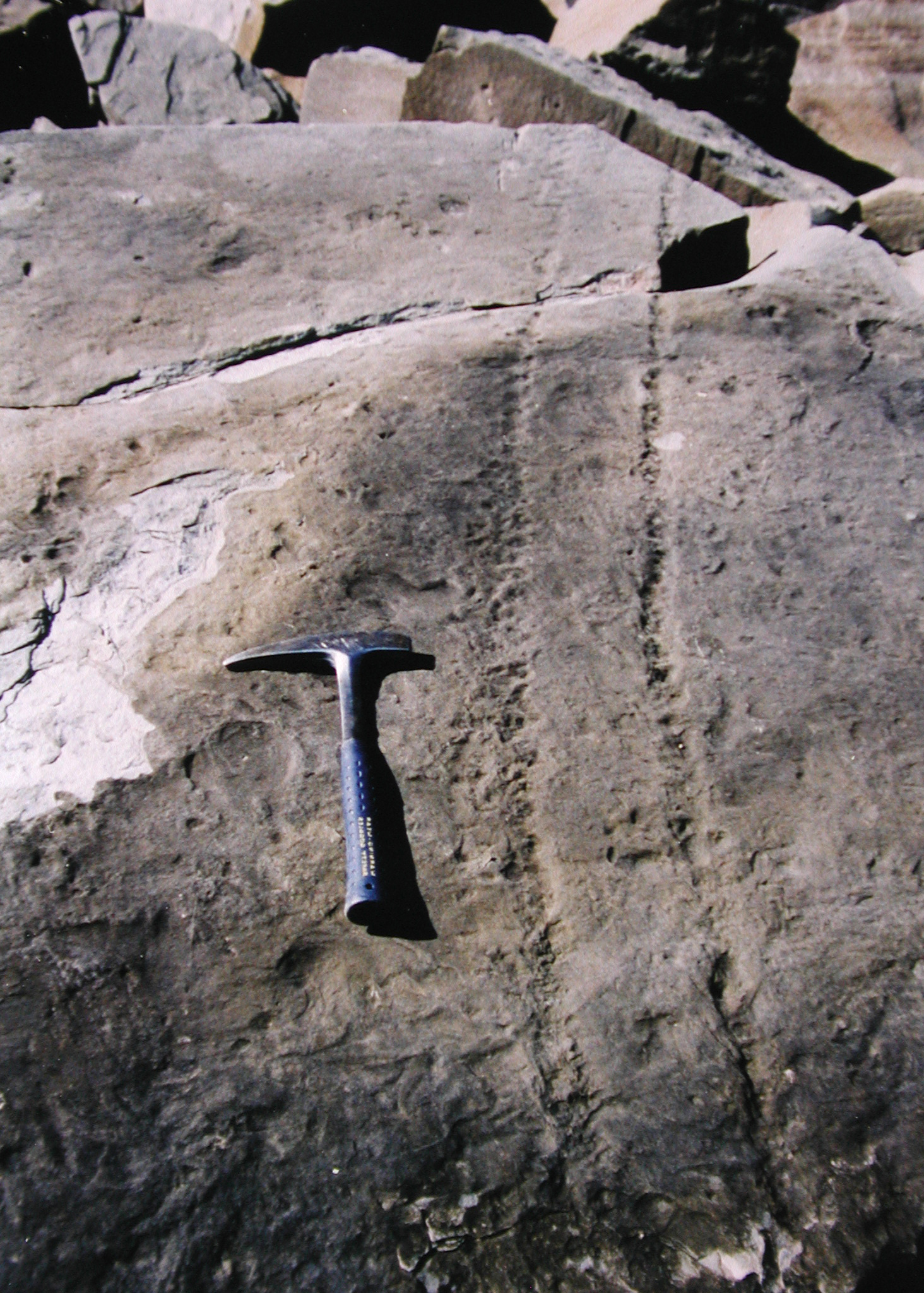
Diplicnites de Arthropleura de la Formación Joggins del Pensilvaniense de Nueva Escocia.

Diplichnites Dawson, 1873 es un paragénero de icnofósiles presente en rocas sedimentarias de facies marina profunda, lacustre, eólica o terrestre desde el periodo Cámbrico hasta la actualidad.
Las trazas de este icnofósil están formadas por dos pistas paralelas formadas por pequeñas y numerosas huellas negativas o positivas, según el tipo de conservación que presente. Las huellas pueden ser tanto circulares como ovaladas y pueden aparecer paralelas o perpendiculares a las trazas principales. La separación entre las pequeñas huellas es también muy variable existiendo algunas que se espacian entre sí varios milímetros y otras que se superponen.
Los rastros de Diplichnites son realizados por artrópodos marinos y continentales durante su desplazamiento por sustrato arenoso. Las dos pistas paralelas se corresponden con los dos grupos de patas o artejos situados a cada lado del cuerpo y cada pequeña huella que compone esa pista a las marcas individuales del apoyo de esas patas. Es común que en un mismo rastro aparezca una gran variedad morfológica correspondiente a cambios en el desplazamiento del organismo que los produce. De este modo en organismos marinos aparecen rastros en los que las huellas de los artejos aparecen como finos trazos realizados durante el arrastre del artrópodo debido a corrientes de agua. Diplichnites es un rastro característico de trilobites, junto a otras pistas de desplazamiento como Cruziana y trazos de transición entre ambas. Es también un rastro muy común de artrópodos terrestre como la icnoespecie Diplichnites cuithensis que se ha asignado al miriápodo del Carbonífero Arthropleura.